# Killswitch
Killswitch è un film documentario del 2014 diretto da Ali Akbarzadeh.
Documentario incentrato sulla battaglia per il controllo di Internet. Il film è una collaborazione tra il regista Ali Akbarzadeh, il produttore Jeffrey Horn, lo scrittore Christopher Dollar e Akorn Entertainment.